# マイクロ波マンモグラフィー
マイクロ波マンモグラフィーとは、マイクロ波を利用したマンモグラフィーである。

## 従来のマンモグラフィーとの比較
従来のX線を使用したマンモグラフィーでは被曝が避けられなかったのに対して、マイクロ波マンモグラフィーにはX線による被曝の危険性が無い。また、乳がんはX線での撮影では写り難いため、しばしば見落としが起こり、問題視されていた。この欠点を補うべくマイクロ波を使用するマンモグラフィーが開発された。従来のX線を使用したマンモグラフィーの読影の精度は熟練者の判断に依存していたのに対して、マイクロ波マンモグラフィーは、より鮮明に悪性腫瘍を判別できる。従来のX線での撮像では困難だった腫瘍も撮像出来る。

## 撮像原理
一般に悪性腫瘍は、正常組織と比較して、また乳房付近に存在する脂肪組織と比べても、細胞と血管が多く集まっているため、より多くの水分が存在している。この水分含有割合の違いにより誘電率が異なるため、電磁波の伝播特性が異なり、正常な脂肪組織と悪性腫瘍との境界でマイクロ波の強い反射が計測される。マイクロ波マンモグラフィーは、これらの特性を利用して画像化を行っている。
ただマイクロ波には、X線とは異なり伝播経路が複雑なため、画像の再構成に必要な「散乱の逆問題」という課題があった。この解決のために、多重経路の散乱場を5次元の方程式で記述し、その解を求め、さらに「時間と空間の極限操作」という手法により、散乱を起こす物体の3次元形状を求める関数を導き出したことにより実現した。